# 카스텔랑
이스타지우 고베르나도르 플라시두 아데랄두 카스텔루(Estádio Governador Plácido Castelo) 또는 카스텔랑(Castelão)은 브라질 세아라주 포르탈레자에 위치한 경기장이다. 2014년 FIFA 월드컵 개최를 위해 66,700명을 수용할 수 있는 경기장으로 증축하였다.

## 연혁
카스텔랑은 1969년부터 1973년까지 건설되었으며 그해 11월 11일에 완공되었다,
2000년 5월 세아라 주 정부는 경기장을 개혁하기 시작했다. 개혁은 3 단계로 나뉘어 2001년 5월 16일에 시작되었다. 첫 번째 단계는 도랑과 관람석 교차점의 복구와 낮은 벽의 복구로 구성되었다. 개혁의 두 번째 단계는 2001년 7월 20일에 시작되었으며 경기장의 물리적 구조의 복구 및 강화로 구성되었다. 세 번째 단계는 전기, 유압, 위생 및 전자 설비의 복구로 구성되었다.
개장 경기는 세아라 SC 대 포르탈레자 EC로 0-0 무승부를 기록하였고 경기장의 첫 골은 1973년 11월 18일 세아라 SC가 EC 비토리아를 1-0으로 이겼을 때 기록하였다,
2002년 3월 23일, 브라질 대표팀 이 유고 슬라비아 대표팀을 1-0으로 이겼을 때 재 개최 경기가 진행되었다. [2] 경기장 개장 후 첫 번째 골은 브라질의 루이 조에 의해 득점되었다. [2] 경기장의 출석 기록은 현재 118,496이며 1980년 8월 27일에 브라질 국가 대표팀이 우루과이 국가 대표팀을 1-0으로 이겼다.

## 기타 행사
1980년 7월 9일, 제 10 회 전국 성찬 의회가 포르 탈 레자에서 열렸다. 교황 요한 바오로 2 세는 의회 행사에 참여했으며 카스텔랑은 역사상 가장 큰 대중 인 120,000 명의 추종자들을 받았다. 이 때, 비렐리오 타보라 정부 기간 동안 경기장이 개편되고 열등한 섹션의 관람석이 마무리되었다.
이 행사에서 포르 탈 레자 돔 알로이시로 로시 케이 더의 대주교는 5 만 명의 추종자들을 모았다.
경기장에서 여러 가지 예술 공연이 열렸다.

## 2014년 FIFA 월드컵 일정
| 날짜       | 시간 (UTC-3) | 팀 #1    | 결과 | 팀 #2        | 대회   | 관중   |
| ---------- | ------------ | -------- | ---- | ------------ | ------ | ------ |
| 2014-06-14 | 16:00        | 우루과이 | 1-3  | 코스타리카   | D조    | 58,679 |
| 2014-06-17 | 16:00        | 브라질   | 0-0  | 멕시코       | A조    | 60,342 |
| 2014-06-21 | 16:00        | 독일     | 2-2  | 가나         | G조    | 59,621 |
| 2014-06-24 | 17:00        | 그리스   | 2-1  | 코트디부아르 | C조    | 59,065 |
| 2014-06-29 | 13:00        | 네덜란드 | 2-1  | 멕시코       | 16강전 | 58,817 |
| 2014-07-04 | 17:00        | 브라질   | 2-1  | 콜롬비아     | 8강전  | 60,342 |